# Albi, Kalabrien
Albi är en ort och kommun i provinsen Catanzaro i regionen Kalabrien i Italien. Kommunen hade 887 invånare (2018).